# Professional'nyj Futbol'nyj Klub Kryl'ja Sovetov Samara 2011-2012
Questa voce contiene dati e statistiche per la stagione 2011-2012 del Kryl'ja Sovetov Samara.

## Stagione
In campionato, dopo una prima fase conclusa al quattordicesimo posto (che avrebbe costretto il club ai play-off salvezza), con una buona rimonta nella seconda fase la squadra terminò al dodicesimo posto, tre punti sopra al Rostov.
In coppa la squadra fu immediatamente eliminata dal Luč-Ėnergija, club di seconda serie.

## Rosa
| N. |                        | Ruolo | Calciatore           |
| -- | ---------------------- | ----- | -------------------- |
| 1  | Russia (bandiera)      | P     | Denis Vavilin        |
| 3  | Bielorussia (bandiera) | D     | Dzmitry Molaš        |
| 2  | Russia (bandiera)      | D     | Basel' Abdoulfattach |
| 4  | Russia (bandiera)      | D     | Ivan Taranov         |
| 7  | Russia (bandiera)      | C     | Anton Bobër          |
| 8  | Ucraina (bandiera)     | A     | Volodymyr Pryjomov   |
| 14 | Russia (bandiera)      | C     | Jurij Kirillov       |
| 18 | Bielorussia (bandiera) | A     | Sergej Kornilenko    |
| 22 | Russia (bandiera)      | C     | Oleg Šalaev          |
| 25 | Russia (bandiera)      | C     | Roman Grigorjan      |

| N. |                        | Ruolo | Calciatore             |
| -- | ---------------------- | ----- | ---------------------- |
| 45 | Russia (bandiera)      | D     | Aleksej Koncedalov     |
| 46 | Russia (bandiera)      | C     | Ibragim Callagov       |
| 63 | Bielorussia (bandiera) | D     | Dmitriyj Verchaŭcoŭ    |
| 79 | Serbia (bandiera)      | D     | Nenad Đorđević         |
| 82 | Bielorussia (bandiera) | P     | Sjarhej Veramko        |
| 83 | Francia (bandiera)     | D     | Steeve Joseph-Reinette |
| 84 | Russia (bandiera)      | C     | Roman Vorob'jov        |
| 91 | Russia (bandiera)      | A     | Pavel Jakovlev         |
| 98 | Russia (bandiera)      | C     | Sergej Petrov          |
|    | Paraguay (bandiera)    | A     | Pablo Zeballos         |
|    | Paraguay (bandiera)    | A     | Luis Nery Caballero    |

## Risultati

### Prem'er-Liga

#### Stagione regolare
| Groznyj 12 marzo 2011 1ª giornata | Spartak-Nal'čik | 1 – 0 referto | Kryl'ja Sovetov Samara | Stadio Sultan Bilimkhanov |

| Samara 25 maggio 2011 2ª giornata | Kryl'ja Sovetov Samara | 0 – 3 referto | CSKA Mosca | Stadio Metallurg (Samara) |

| Perm' 2 aprile 2011 3ª giornata | Amkar Perm' | 1 – 1 referto | Kryl'ja Sovetov Samara | Stadio Zvezda |

| Samara 9 aprile 2011 4ª giornata | Kryl'ja Sovetov Samara | 1 – 0 referto | Lokomotiv Mosca | Stadio Metallurg (Samara) |

| Samara 16 aprile 2011 5ª giornata | Kryl'ja Sovetov Samara | 0 – 0 referto | Krasnodar | Stadio Metallurg (Samara) |

| San Pietroburgo 24 aprile 2011 6ª giornata | Zenit San Pietroburgo | 3 – 0 referto | Kryl'ja Sovetov Samara | Stadio Petrovskij |

| Samara 1º maggio 2011 7ª giornata | Kryl'ja Sovetov Samara | 2 – 2 referto | Rubin | Stadio Metallurg (Samara) |

| Tomsk 7 maggio 2011 8ª giornata | Tom' Tomsk | 1 – 1 referto | Kryl'ja Sovetov Samara | Trud Stadium |

| Samara 15 maggio 2011 9ª giornata | Kryl'ja Sovetov Samara | 0 – 1 referto | Spartak Mosca | Stadio Metallurg (Samara) |

| Chimki 21 maggio 2011 10ª giornata | Dinamo Mosca | 1 – 0 referto | Kryl'ja Sovetov Samara | Arena Chimki |

| Samara 29 maggio 2011 11ª giornata | Kryl'ja Sovetov Samara | 2 – 2 referto | Rostov | Stadio Metallurg (Samara) |

| Nižnij Novgorod 10 giugno 2011 12ª giornata | Volga Nižnij Novgorod | 2 – 0 referto | Kryl'ja Sovetov Samara | Stadio Lokomotiv |

| Samara 14 giugno 2011 13ª giornata | Kryl'ja Sovetov Samara | 1 – 0 referto | Kuban' | Stadio Metallurg (Samara) |

| Groznyj 18 giugno 2011 14ª giornata | Terek Groznyj | 2 – 0 referto | Kryl'ja Sovetov Samara | Achmat-Arena |

| Samara 22 giugno 2011 15ª giornata | Kryl'ja Sovetov Samara | 0 – 3 referto | Anži | Stadio Metallurg (Samara) |

| Samara 26 giugno 2011 16ª giornata | Kryl'ja Sovetov Samara | 0 – 2 referto | Spartak-Nal'čik | Stadio Metallurg (Samara) |

| Chimki 25 luglio 2011 17ª giornata | CSKA Mosca | 2 – 1 referto | Kryl'ja Sovetov Samara | Arena Chimki |

| Samara 1º agosto 2011 18ª giornata | Kryl'ja Sovetov Samara | 1 – 1 referto | Amkar Perm' | Stadio Metallurg (Samara) |

| Mosca 7 agosto 2011 19ª giornata | Lokomotiv Mosca | 0 – 0 referto | Kryl'ja Sovetov Samara | Stadio Lokomotiv |

| Krasnodar 14 agosto 2011 20ª giornata | Krasnodar | 1 – 2 referto | Kryl'ja Sovetov Samara | Stadio Kuban' |

| Samara 20 agosto 2011 21ª giornata | Kryl'ja Sovetov Samara | 2 – 5 referto | Zenit San Pietroburgo | Stadio Metallurg (Samara) |

| Kazan' 28 agosto 2011 22ª giornata | Rubin | 1 – 0 referto | Kryl'ja Sovetov Samara | Stadio Centrale di Kazan' |

| Samara 11 settembre 2011 23ª giornata | Kryl'ja Sovetov Samara | 2 – 0 referto | Tom' Tomsk | Stadio Metallurg (Samara) |

| Mosca 18 settembre 2011 24ª giornata | Spartak Mosca | 3 – 0 referto | Kryl'ja Sovetov Samara | Stadio Lužniki |

| Samara 25 settembre 2011 25ª giornata | Kryl'ja Sovetov Samara | 1 – 0 referto | Dinamo Mosca | Stadio Metallurg (Samara) |

| Rostov sul Don 1º ottobre 2011 26ª giornata | Rostov | 1 – 0 referto | Kryl'ja Sovetov Samara | Stadio Olimp-2 |

| Samara 15 ottobre 2011 27ª giornata | Kryl'ja Sovetov Samara | 0 – 0 referto | Volga Nižnij Novgorod | Stadio Metallurg (Samara) |

| Krasnodar 22 ottobre 2011 28ª giornata | Kuban' | 1 – 1 referto | Kryl'ja Sovetov Samara | Stadio Kuban' |

| Samara 30 ottobre 2011 29ª giornata | Kryl'ja Sovetov Samara | 2 – 1 referto | Terek Groznyj | Stadio Metallurg (Samara) |

| Machačkala 5 novembre 2011 30ª giornata | Anži | 3 – 1 referto | Kryl'ja Sovetov Samara | Stadio Dinamo |

#### Poule salvezza
| Groznyj 19 novembre 2011 31ª giornata | Terek Groznyj | 0 – 0 referto | Kryl'ja Sovetov Samara | Achmat-Arena |

| Samara 26 novembre 2011 32ª giornata | Kryl'ja Sovetov Samara | 1 – 0 referto | Volga Nižnij Novgorod | Stadio Metallurg (Samara) |

| Perm' 6 marzo 2012 33ª giornata | Amkar Perm' | 2 – 1 referto | Kryl'ja Sovetov Samara | Stadio Zvezda |

| Rostov sul Don 11 marzo 2012 34ª giornata | Rostov | 1 – 0 referto | Kryl'ja Sovetov Samara | Stadio Olimp-2 |

| Samara 18 marzo 2012 35ª giornata | Kryl'ja Sovetov Samara | 1 – 0 referto | Spartak-Nal'čik | Stadio Metallurg (Samara) |

| Tomsk 24 marzo 2012 36ª giornata | Tom' Tomsk | 0 – 0 referto | Kryl'ja Sovetov Samara | Trud Stadium |

| Samara 21 marzo 2012 37ª giornata | Kryl'ja Sovetov Samara | 1 – 1 referto | Krasnodar | Stadio Metallurg (Samara) |

| Nižnij Novgorod 6 aprile 2012 38ª giornata | Volga Nižnij Novgorod | 0 – 0 referto | Kryl'ja Sovetov Samara | Stadio Lokomotiv |

| Samara 14 aprile 2012 39ª giornata | Kryl'ja Sovetov Samara | 1 – 1 referto | Amkar Perm' | Stadio Metallurg (Samara) |

| Samara 22 aprile 2012 40ª giornata | Kryl'ja Sovetov Samara | 2 – 2 referto | Rostov | Stadio Metallurg (Samara) |

| Groznyj 27 aprile 2012 41ª giornata | Spartak-Nal'čik | 0 – 0 referto | Kryl'ja Sovetov Samara | Stadio Sultan Bilimkhanov |

| Samara 3 maggio 2012 42ª giornata | Kryl'ja Sovetov Samara | 1 – 0 referto | Tom' Tomsk | Stadio Metallurg (Samara) |

| Krasnodar 7 maggio 2012 43ª giornata | Krasnodar | 0 – 2 referto | Kryl'ja Sovetov Samara | Stadio Kuban' |

| Samara 13 maggio 2012 44ª giornata | Kryl'ja Sovetov Samara | 1 – 1 referto | Terek Groznyj | Stadio Metallurg (Samara) |

### Kubok Rossii
| Vladivostok 17 luglio 2011 | Luč-Ėnergija | 1 – 0 referto | Kryl'ja Sovetov Samara | Stadio Dinamo |